# Теодорих (кардинал)
Теодорих  (Theodoric, также известный как Theodoricus, Thierry, Diaitric, Diattric, Diteleme) — католический церковный деятель XI-XII века.. Провозглашен кардиналом-священником c неизвестным титулом на консистории 1094 года. В 1098 году получил титул Санти-Джованни-э-Паоло, а затем 20 декабря 1113 либо 21 февраля 1114 года стал кардиналом-священником Сан-Кризогоно. В 1115 году был послан папским легатом в Германию и Венгрию, 8 сентября председательствовал на синоде в Госларе.